# Aftershow
Aftershow lub after-show – gatunek telewizyjnego talk-show, którego tematem jest inny program telewizyjny. Aftershow jest zazwyczaj emitowany bezpośrednio po nowym odcinku odpowiadającego mu programu, aby pomóc utrzymać uwagę widzów i zapewnić dodatkową dyskusję i treści związane z programem (takie jak analiza i materiały zza kulis). Aftershow mogą również obejmować występy gościnne personelu lub obsady programu i podkreślać wkład widzów. Podobną, wcześniejszą koncepcją w transmisjach sportowych jest program po meczu.

## Format
Typowy format aftershow, zapoczątkowany przez The Wrap-Up Show Howarda Sterna w Sirius Satellite Radio w 2006 roku, to dwie lub więcej osób omawiających właśnie wyemitowany odcinek. Czasami towarzyszy temu materiał bonusowy z serialu lub specjalni goście, tacy jak aktorzy lub personel kreatywny. Kanały telewizyjne postrzegają aftershow jako tani sposób na zapewnienie większej ilości treści dla zagorzałych fanów popularnych seriali, jako miejsce bezpośredniej interakcji z fanami i jako pomoc w zapewnieniu dodatkowego kontekstu i analizy narracji i tematów serialu. Aftershows mogą również pomóc kanałowi zatrzymać widzów po emisji odcinka.
Niektóre aftershows – szczególnie te dotyczące reality show – skupiają się bardziej na materiale zza kulis, a także na wywiadach z wyeliminowanymi i byłymi uczestnikami. Niektóre z tych przykładów, w tym American Idol Extra, Britain’s Got More Talent, Strictly Come Dancing: It Takes Two, i The Xtra Factor, były emitowane głównie na kanale siostrzanym sieci, która transmitowała główny program (takich jak BBC Two, ITV2 i Fox Reality Channel). W przypadku poprzedniego pokrycia Indian Premier League w krykiecie, Sony Pictures Networks wyemitowało Extraaa Innings T20 – które łączyło koncepcję aftershow z elementami tradycyjnego sportowego programu po meczu, prezentując zarówno analizę meczu, jak i segmenty rozrywkowe, takie jak wywiady z celebrytami. Talk show Channel 4: The Last Leg with Adam Hills pierwotnie pomyślany był jako aftershow po relacjach z Letnich Igrzysk Paraolimpijskich 2012, ale okazał się na tyle udany, że został odnowiony jako samodzielny serial.

## Historia
The After Show MTV Canada zostało wymienione przez Toronto Star jako wczesny poprzednik formatu aftershow przyjętego w Ameryce Północnej. Program został wyprodukowany, aby towarzyszyć emisjom Laguna Beach na MTV, ze względu na wymagania licencyjne CRTC dotyczące dostarczania kanadyjskich treści i programów talk show (ten ostatni wynikał z wczesnej historii usługi w poprzednim formacie, TalkTV). Program zyskał stałą rzeszę fanów: MTV Canada zaczęło produkować program przed publicznością studyjną na finał Laguna Beach, co spowodowało, że „tysiące” fanów ustawiło się w kolejce przed studiem kanału w Toronto, aby mieć szansę na udział. Format ten został rozszerzony na siostrzaną serię Wzgórza Hollywood, a później także na amerykańską stację MTV.
W 2009 roku Bravo wyemitowało Watch What Happens Live with Andy Cohen, późnonocny talk-show, który głównie omawiał reality show Bravo i zawierał wypowiedzi widzów, takie jak pytania. Omawiał również inne aspekty i nagłówki w kulturze popularnej, a w 2011 roku rozszerzył się z cotygodniowego na wieczorne programy w dni powszednie.
Podążając za przykładem Talking Dead, amerykańskie kanały rozrywkowe zaczęły dodawać aftershow do swoich najpopularniejszych seriali scenariuszowych w latach 2010 roku. Embassy Row – studio należące do Sony Pictures Television, które produkuje Talking Dead, otrzymywało zlecenia od innych sieci na niektóre z ich własnych aftershow, takich jak Shark After Dark Live (które wyprodukowało na wydarzenie Shark Week w Discovery). W 2012 roku Maria Menounos uruchomiła AfterBuzz TV, sieć podcastów poświęconych poszczególnym serialom telewizyjnym.